# Big Thicket Lake Estates (Teksas)
Big Thicket Lake Estates je naseljeno mjesto za statističke potrebe u američkoj saveznoj državi Teksas. Prema popisu stanovništva iz 2010. u njemu je živjelo 742 stanovnika.